# محمد خرم
سید محمد خرم الحسینی (زادهٔ ۱۸ فروردین ۱۳۷۶ در قزوین) بازیکن فوتبال ایرانی است.
از باشگاه وی می‌توان به باشگاه فوتبال گسترش فولاد تبریز، ماشین‌سازی تبریز، تراکتور تبریز، نفت مسجدسلیمان سلیمان و داماش گیلان اشاره کرد.
وی همچنین برای تیم ملی نوجوانان و امید ایران بازی کرده است.